# Giacomo Leopardi
 (octobre 2023).
Pour les articles homonymes, voir Leopardi (homonymie).
Œuvres principales
- Petites œuvres morales - Operette morali (1827)
- Zibaldone (1817-1832)
- Chants - Canti (1835)

Giacomo Leopardi, né le 29 juin 1798 à Recanati (États pontificaux) et mort le 14 juin 1837 à Naples (Royaume des Deux-Siciles), est un écrivain, poète et philosophe, parmi les plus importants de la littérature italienne.
La qualité lyrique de sa poésie lui a donné une influence internationale sur les générations suivantes. Sa méditation métaphysique et lyrique sur le tragique de l'existence se retrouve en écho avec les pensées de Schopenhauer, Kierkegaard, Nietzsche, Freud, Kafka, Cioran.
Le débat sur l'œuvre de Leopardi à partir du XXe siècle, notamment par rapport à la pensée existentialiste entre les années 1930 et 1950, a conduit les exégètes à approfondir leur analyse philosophique du contenu et de la signification de ses textes. Bien que rendus surtout dans les œuvres en prose, ils trouvent des correspondances précises au niveau lyrique dans une ligne unitaire d'attitude existentielle. La réflexion philosophique et l'empathie poétique font que Leopardi peut être considéré comme un précurseur de l'existentialisme.

## Biographie

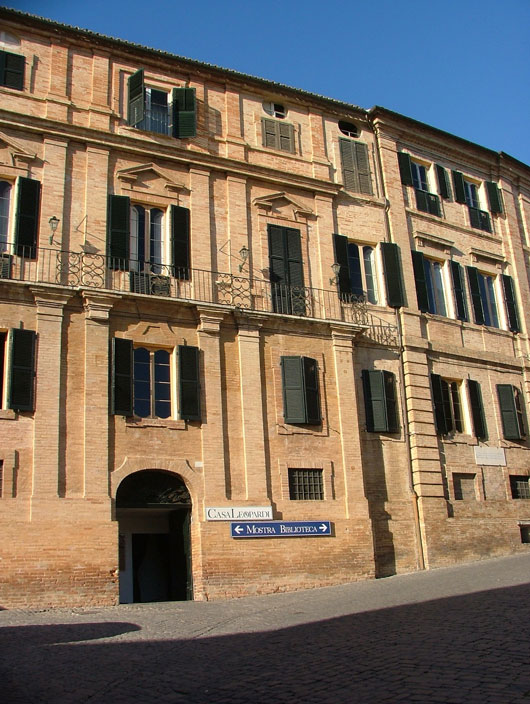
Le palais Leopardi à Recanati où est né le poète.

### Enfance
Fils aîné du comte Monaldo Leopardi et de la marquise Adélaïde Antici, Giacomo Leopardi est issu d'une famille noble de province, celle de la Macerata. Son éducation est rigide et religieuse, sa santé très délicate (il est bossu) ; sa vie à Recanati est monotone. 

### Formation et jeunesse
Très solitaire, Leopardi, dès son enfance, cherche à atteindre la « gloire des lettres ». Il se réfugie pour cela, dès l'âge de dix ans, dans la grande bibliothèque de son père, où il passe « sette anni di studio matto e disperatissimo » (sept années d'études folles et profondément désespérées) au cours desquelles il apprend seul le latin, le grec, l'hébreu et plusieurs langues modernes dont l'anglais et le français, tout en souhaitant constamment que la mort le délivre : « Je suis mûr pour la mort. »

### Les premiers écrits
Leopardi s'adonne à la philologie dès l'âge de quinze ans. À seize ans, il annote la Vie de Plotin par Porphyre de Tyr et écrit un essai sur Les Erreurs populaires des Anciens.
À vingt ans, il écrit Premier Amour à la suite d'une désillusion amoureuse. Sa disgrâce physique et sa pauvreté affectent sa vie.
Durant cette même période, il fait la connaissance de Pietro Giordani ; mais les espoirs déçus que cette amitié suscite précipitent sa rupture avec la foi religieuse. Giordani, moine émancipé, n'a pas perçu le besoin de Leopardi d'avoir un ami qui le sorte de sa solitude. La foi de Leopardi chavire, ses opinions philosophiques changent radicalement, ce qui l'oppose à son père, lui-même écrivain. La maison familiale, qu'il ne parvient pas à quitter, lui devient insupportable (« abborrito e inabitabile Recanati »).
Son patriotisme apparaît dans ses poèmes À l’Italie, Sur le monument de Dante (1818) ou À Angelo Mai (1822). Il est fasciné par la gloire passée de l'Italie mais, après Dante, Le Tasse et Alfieri, ne lui voit plus aucun avenir et condamne la France pour avoir envoyé à la mort les légions italiennes durant la campagne de Russie. Dante a préféré l'enfer à la Terre, et Leopardi lui-même, dans le poème Paralipomènes de la Batrachomyomachia, décrit de façon sarcastique sa propre descente aux enfers.
Il est atteint en 1819 par une ophtalmie qui l'empêche de lire et le conduit à une tentative de suicide.
Dans une lettre du 6 mars 1820, Leopardi relate un rêve à Giordani : « Ces luttes de l'esprit et de l'âme, ce moment précis où la crise éclate dans toute son intensité et l'on s'aperçoit tout à coup que l'on vient de franchir la limite cruciale entre la foi et le doute… ». 
C'est une conception identique de la vie qui émerge, au même moment, chez Leopardi confiné dans sa petite ville de Recanati et chez le philosophe allemand Schopenhauer. Ces deux hommes ne se sont jamais rencontrés ni écrit, et Leopardi n'a pas lu le livre de Schopenhauer Le Monde comme volonté et comme représentation. Leopardi résume sa philosophie du pessimisme dans le concept d'« infelicità ». Leopardi n'écrit pas pour propager ses idées ; il chante en poète son mal de vivre et en tire une vision de la condition humaine. Il ne veut pas adhérer à l'école des lyriques et des désespérés qui l'ont réclamé pour leur frère. Il ne veut pas du désespoir intellectuel et garde sa liberté de pensée.
Brutus le Jeune (1821) est une illustration du pessimisme de Leopardi ; Brutus était le dernier des anciens sages et il ne reste après lui aucune noble espérance. Leopardi s’oppose aux romantiques dans son Discours sur la poésie romantique (1818) et découvre un an plus tard la philosophie sensualiste du Siècle des Lumières qui influencera considérablement son œuvre.

### Séjour à Rome et retour au pays (1822-1824)

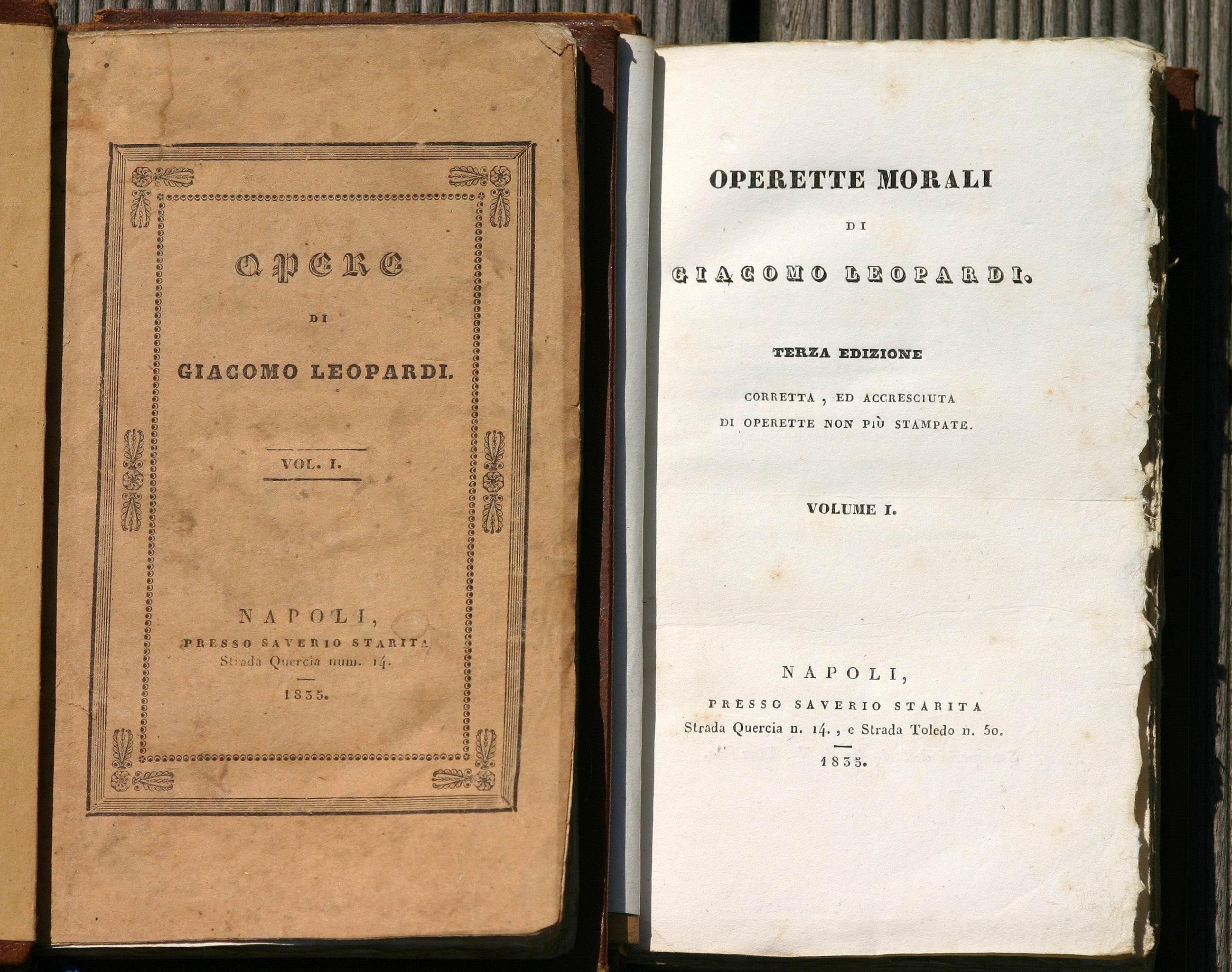
Les deux dernières éditions de Giacomo Leopardi parues de son vivant, éditées par Saverio Starita à Naples (1835).

Il voyage beaucoup mais ses ressources financières sont faibles. Au mois d'octobre 1822, sur les instances de quelques amis, il s’échappe du « natìo borgo selvaggio » (« bourg sauvage natif », c'est-à-dire Recanati) pour Rome. Il rencontre des amis — Barthold Georg Niebuhr, ministre de Prusse à la cour pontificale, Alessandro Manzoni, le baron Christian Cari Josias Bunsen (1791-1860), diplomate, archéologue et historien, successeur de Niebuhr comme ministre de Prusse, Johann Gothard Reinhold (1771-1838), ministre de Hollande, bibliothécaire d'Angelo Mai — et se fait des ennemis — le bibliothécaire Guglielmo Manzi. Il ne trouve pas de situation stable, refuse d'entrer en prélature et ne se résout pas à un emprunt qui aurait amélioré sa condition. Il ne demande rien à son père qui ne lui propose aucune aide financière. Tout juste Leopardi opte-t-il pour du travail d'édition et se voit-il chargé de dresser le catalogue des manuscrits grecs de la bibliothèque Barberini. 
En 1824, il commence à faire paraître à Bologne dix grandes Canzoni (Chansons) accompagnées de précieuses notes, où se dessine une poétique originale, appuyée sur sa réflexion approfondie de la langue italienne au tournant du XIXe siècle (et du premier Romantisme), puis revient dans sa ville natale.

### Loin de Recanati (1825-1828)
Leopardi a franchi un nouveau cap : il parvient à être publié de façon régulière, entre Bologne et Milan, où il se rend durant de brefs séjours. C'est ainsi que L'infinito, parait dans la revue milanaise Il Nuovo Ricoglitore en 1825 ; cette revue, dirigé par Antonio Fortunato Stella (en), publiera ensuite une dizaine de textes de l'auteur jusqu'en 1829. Cet éditeur publie les Operette morali en 1827 et sera le premier à diffuser la pensée de Leopardi à Paris, puisqu'il y publie un périodique en français.
Durant près de quatre ans, les quelques voyages hors de la maison familiale le mènent également à Pise et Florence, où il fréquente le cabinet Vieusseux. Ses lectures sont impressionnantes, tant par l'étendue et la variété que par sa capacité de pénétration.
Il entretient une correspondance active avec le jeune poète Carlo Pepoli, installé à Bologne, avant que celui-ci n'adhère au mazzinisme et auquel Leopardi ne reste pas insensible. En 1826, il donne lecture d'une composition poétique à l'Accademia Felsinea que préside alors Pepoli. 
C'est à Pise, au printemps 1828, qu'il se remet à composer des vers, et c'est de cette époque que date Il Risorgimento et A Silvia.

### Retour à Recanati
Cette nouvelle phase créative se poursuit après son retour à Recanati et donne naissance aux  « grandes idylles » dont Il passero solitario (circa 1829-1830). La forme utilisée est le chant libre, composé d'un nombre varié de vers de longueurs différentes.

### Florence (1830-1833)
En 1830, Leopardi retourne à Florence, où il rencontre une jeune femme, Fanny Targioni Tozzetti, malheureusement mariée au naturaliste Antonio Targioni Tozzetti. Le poète fréquente la maison des Tozzetti, et tombe amoureux de Fanny, mais jamais ne lui révélera les sentiments qu'il éprouve pour elle ; la raison est que cette femme est tombée amoureuse du meilleur ami de Leopardi, le jeune poète florentin Antonio Ranieri (en). Dans ce triangle amoureux, Leopardi ne veut pas sacrifier l'amitié qu'il porte à Ranieri (lequel lui resteta toute sa vie fidèle).

### Naples (1833-1837)

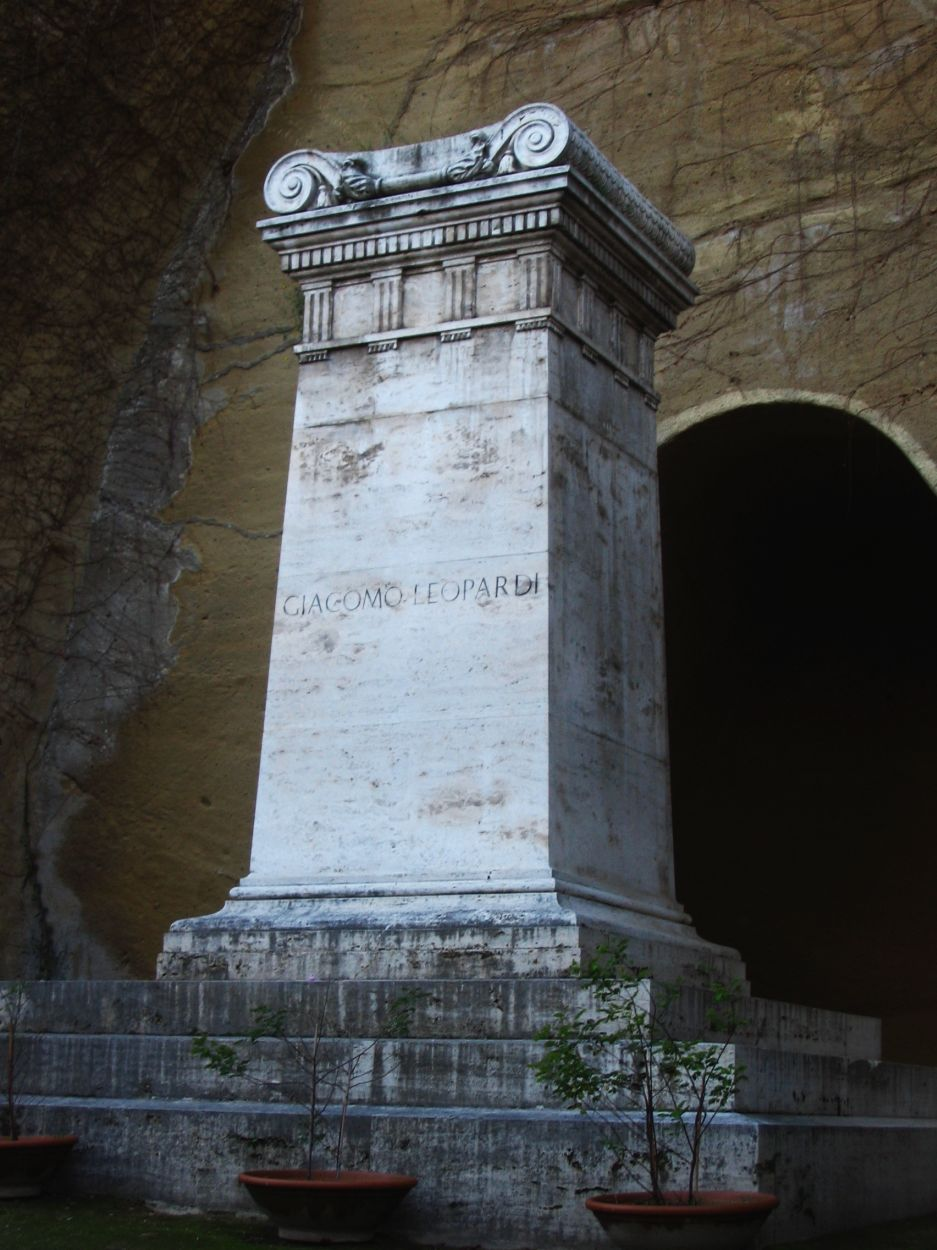
Cénotaphe de Giacomo Leopardi, au Parco Virgiliano, à Naples.

Leopardi pousse vers Naples à la fin de l'année 1833.
C'est durant l'été 1835 qu'il met au point l'édition des Canti pour l'éditeur napolitain Saverio Starita, ouvrage dédié au marquis Gino Capponi, lequel, l'année suivante, s'empressera de prendre ses distances avec lui.
À l'automne 1836, voulant fuir le choléra qui frappe Naples, Giacomo Leopardi se réfugie dans une villa aux pieds du Vésuve, entre Torre Annunziata et Torre del Greco. C'est là qu'il écrit Il tramonto della luna (Le Coucher de la lune)  et La ginestra (Le Genêt) — qui est en réalité le nom de cette villa –, ultimes poèmes publiés à titre posthume. L'un de ses derniers textes en prose consiste en une violente satire contre le catholicisme libéral, texte qui fut écarté de l'édition des Canti de 1845 menée par l'ami Ranieri. 
Jusqu'au bout il travaille sur le Paralipomeni della Batracomiomachia et entretient une correspondance. En mars 1837, il évoque dans ses lettres la possibilité d'une édition française de ses Pensées, mais le projet n'aboutit pas.
Le poète meurt le 14 juin 1837 des suites du choléra ; son corps est enterré à Naples, sans doute dans une fosse commune ouverte au moment de l'épidémie qui fut terrible ; plus tard, son corps est déposé sous l'atrium de l'église San Vitale Martire à Fuorigrotta ; deux ans plus tard, un monument funéraire lui est dédié dans le Parc Virgiliano .

## Évolution de l'œuvre poétique

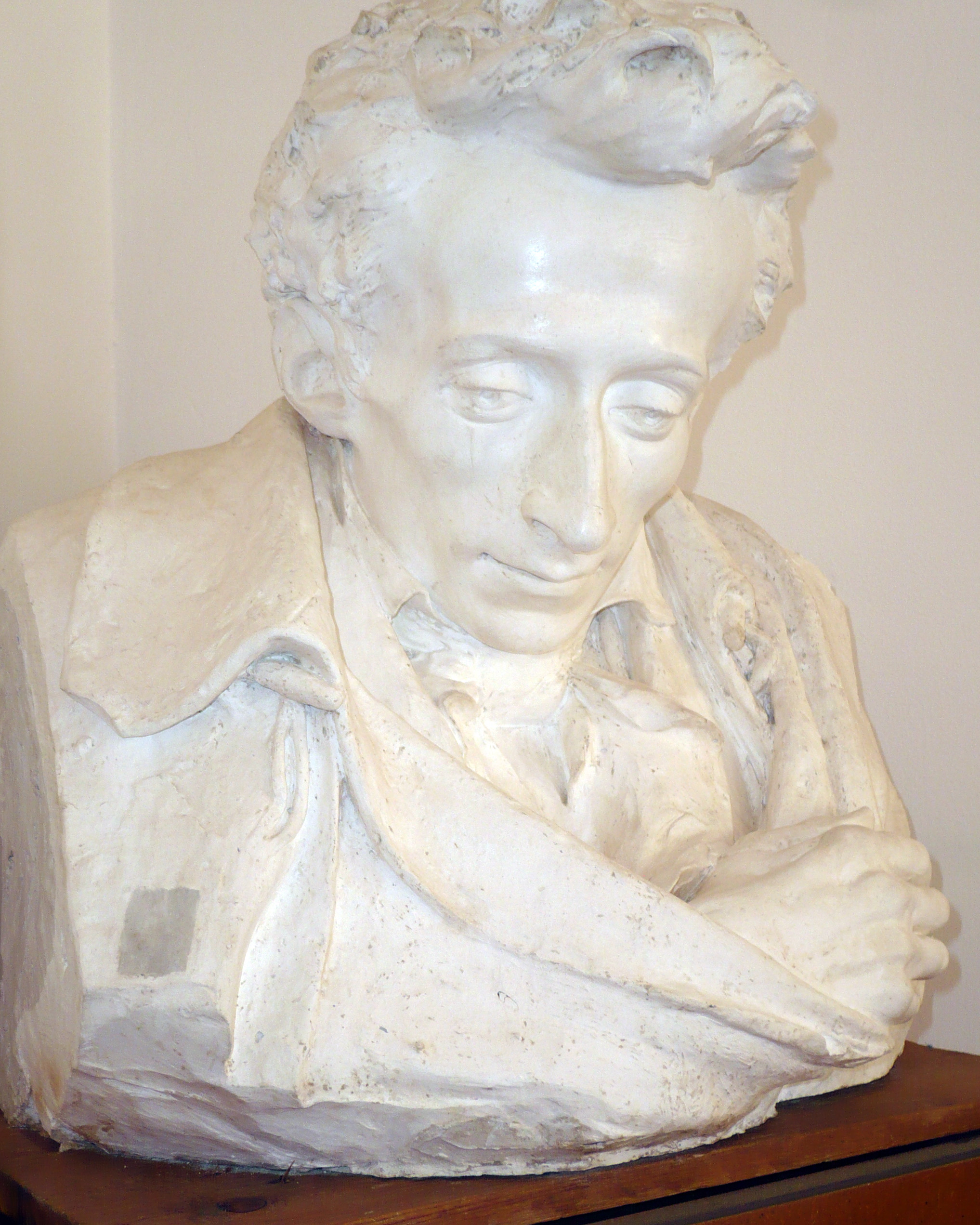
Prévu pour le centenaire du poète, le Buste de Leopardi (1898) exécuté par la sculptrice Michele Tripisciano, plâtre — musée Tripisciano, Palazzo Moncada, Caltanissetta.

Il est perçu dans le monde littéraire comme « poète du pessimisme », comme l'illustre le vers d'Alfred de Musset : « Sombre amant de la mort, pauvre Leopardi ». Ses ouvrages en prose traduisent également cet état d’âme : Petites Œuvres morales (Operette morali, 1826-1827), Les Cent Onze Pensées (Cento undici pensieri, posthume, 1845) et son énorme journal philosophique, le Zibaldone, paru de façon posthume en 1898.
Les premières œuvres sont des produits de pure érudition classique et des traductions philologiques que l’on appelle « puerilia ».
En 1816 Leopardi traverse une première période de transformation poétique, appelée par les critiques « conversion littéraire », c'est-à-dire un passage de l’érudition au sentiment philosophique du beau.
Une deuxième conversion se produit en 1819, celle-ci est la « conversion philosophique », marquée par le passage du beau au « vrai ». Leopardi se rend compte de la nullité des choses humaines ; il écrit dans le Zibaldone « nel nulla io stesso » (« dans le néant moi-même »).
Cette première période, jusqu’en 1822, est caractérisée par une production littéraire constituée notamment par des chansons patriotiques (All’Italia) et des idylles (du nom des œuvres du grec Moschus, que Leopardi avait traduites en 1815).
Il chante le néant de l’homme face à la nature avec Le Genêt ou La Fleur du désert (1836, posthume), et son désespoir dans La Vie solitaire (1821), L'Infini (1819) et À Sylvie (1828).
Leopardi écrit : « Les œuvres de génie ont le pouvoir de représenter crûment le néant des choses, de montrer clairement et de faire ressentir l'inévitable malheur de la vie, d'exprimer les plus terribles désespoirs, et d'être néanmoins une consolation pour une âme supérieure accablée, privée d'illusions, en proie au néant, à l'ennui et au découragement ou exposée aux peines les plus amères et les plus mortifères. En effet, les œuvres de génie consolent toujours, raniment l'enthousiasme et, en évoquant et représentant la mort, elles rendent momentanément à l'âme cette vie qu'elle avait perdue. »

## Œuvre

### Publications de son vivant
- L'infinito, publié dans la revue Il Nuovo Ricoglitore, Milan, Editore Fortunato Stella, 1825-1826. Par ailleurs, cette revue publia jusqu'en 1829, d'autres écrits du poète.
- Versi, Bologne, Stampe delle Muse, 1826.
- Operette morali, première publication en 1827 chez Fortunato Stella, puis révisée en 1834, et enfin en 1835, dans l'édition de Naples, chez Saverio Starita.
- Canti, Naples, Saverio Starita, 1835 ; édition complètée par Antonio Ranieri, Florence, Le Monnier, 1845.

### Publications posthumes
- Pensieri, manuscrit prévue en 1837 par l'auteur chez un éditeur français ; le texte est extrait de la vaste compilation ultérieurement intitulée Zibaldone.
- Epistolario [correspondance], 1re édition, Florence, 1856 ; puis édition de Francesco Moroncini, Florence, Le Monnier, 1934-1941 ; revue et augmentée par F. Brioschi et P. Landi, Turin, Bollati Boringhieri, 1998.
- Zibaldone di pensieri, première compilation en 1898, préfacée par Giosuè Carducci, à Florence chez Le Monnier, sous le titre Pensieri di varia filosofia e di bella letteratura à l'occasion du centenaire de sa naissance. Le recueil prend le titre de Zibaldone en 1937, à l'occasion du centenaire de sa mort, avec un appareil critique signé Francesco Flora.
- Puerili e abbozzi vari [« écrits de jeunesse »], publié en 1924, préfacé par Alessandro Donati, à Bari, chez Gius Laterza.
- Opere - Giacomo Leopardi, volumes I et II, œuvre complète éditée par Sergio Solmi, Milan et Naples, R. Ricciardi, 1956.

### Traductions en français
La réception de Leopardi en France a été assez tardive, à cause d’un préjugé réducteur qui en a fait, aux yeux des Français, moins le poète romantique que le philosophe pessimiste proche de Schopenhauer : d’où leur tendance à négliger une pensée ressentie comme essentiellement négative et ennemie de l’optimisme des Lumières. Il est à noter cependant que dans Le Spectateur, journal de la littérature et des beaux-arts, version parisienne du périodique milanais fondé par Antonio Fortunato Stella (en), un ami de Leopardi publia des textes en français dès 1826, et que Sainte-Beuve fut le premier traducteur du poème L'infinito en 1844, sans compter l'effort de quelques revues littéraires.Cela dit, malgré Larbaud et Ungaretti qui tentèrent de l'introduire en France, ce n'est que dans les années 1980, avec les traductions et les études de Michel Orcel, que Leopardi trouva enfin sa place dans la culture littéraire française. 
Par ordre chronologique :
- Giacomo Leopardi, essai et trad. de poèmes par Joseph de Villardi de Montlaur, Moulins, P.-A. Desrosiers, 1846-1847.
- Léopardi. Poésies complètes, trad. par Valéry Vernier, Paris, Librairie centrale, 1867.
- Giacomo Leopardi, sa vie et ses œuvres, essai et trad. de poèmes par Auguste Bouché-Leclercq, Paris, Didier et Cie, 1874.
- Essai sur les idées philosophiques et l'inspiration poétique de Giacomo Leopardi : [suivi d']œuvres inédites et de trad. de quelques-unes des œuvres morales, essai [thèse] et trad. de François-Alphonse Aulard, Paris, Ernest Thorin, 1877.
- Opuscules et pensées, traduit et précédé d'une préface par Auguste Dapples, Paris, Germer Baillière, 1880, coll. «Bibliothèque de philosophie contemporaine».
- Poésies et œuvres morales de Leopardi, précédée d'un essai sur Leopardi, trad. et notes de François-Alphonse Aulard, tomes I à III, Paris, Alphonse Lemerre, 1880.
- La poésie de G. Leopardi en vers français, trad. et préface d'Auguste Lacaussade, Paris, Alphonse Lemerre, 1887.
- Poésies, édition bilingue avec deux illustrations de Fernand Desmoulin, trad. par Eugène Carré, Paris, Charpentier et Cie, 1887.
- Choix d'œuvres en prose. Dialogues et pensées, trad. et notes par Mario Turiello, Paris, Perrin, 1904.
- Giacomo Leopardi, essai et trad. de Paul Hazard, coll. « Les grands écrivains étrangers », Paris, Bloud & Cie, 1913.
- Paradoxes philosophiques, trad. par Paul Challemel-Lacour avec une préface de Joseph Reinach, Paris, Champion, 1914.
- Choix de poèmes, trad. par Héliane Verdeil, Paris, Librairie Hatier, 1937.
- Les Chants, trad. de Michel Orcel, préf. de Mario Fusco, L'Âge d'homme, Lausanne, 1982.
- Pensées, trad. par Giuseppe Ungaretti, Cognac, Le Temps qu'il fait, 1982.
- Lettre à M. Jacopssen, écrite en français par l'auteur, de Recanati, le 23 juin 1823, L'Alphée, coll. italienne, Paris, 1984.
- Dix Petites Pièces philosophiques, trad. et prés. par Michel Orcel, Cognac, Le Temps qu'il fait, 1985, rééd. 2009.
- Du « Zibaldone ». 133 fragments trad. et prés. par Michel Orcel, Cognac, Le Temps qu'il fait, 1987.
- Poèmes et fragmentstrad. nouvelle de Michel Orcel, La Dogana, Genève, 1987.
- Petites Œuvres morales, trad. par Joël Gayraud, présenté par Giorgio Colli, Paris, Allia, 1992 ; rééd. augmentée de * Huit petites œuvres morales inédites, traduites par Eva Cantavenera, Allia, 2007.
- Le Massacre des illusions, trad. par Joël Gayraud, présenté et commenté par Mario-Andrea Rigoni, Paris, Allia, 1993.
- Pensées, trad. par Joël Gayraud, éd. commentée par Cesare Galimberti, Paris, Allia, 1994.
- Journal du premier amour, trad. et prés. par Joël Gayraud, Paris, Allia, 1994.
- La Théorie du plaisir, trad. par Joël Gayraud, présenté et commenté par Giorgio Panizza, préf. d'Adriano Tilgher, Paris, Allia, 1994.
- Discours d'un Italien sur la poésie romantique, trad. par Denis Authier, présenté par Bruno Pinchard, Paris, Allia, 1995.
- Chants / Canti, trad. et prés. par Michel Orcel, préf. de M. fusco, Paris, Aubier, 1995, puis Paris, GF Flammarion, 2005.
- Éloge des oiseaux, trad. et notes par Joël Gayraud, Paris, Mille et une nuits, 1995.
- Lettre inédite de Giacomo Leopardi à Charlotte Bonaparte, présentée par Giorgio Panizza (trad. Joël Gayraud), Paris, Allia, 1996.
- Théorie des arts et des lettres, trad. et notes par Joël Gayraud, Paris, Allia, 1996.
- Palinodie  (trad. de l'italien), Paris, Allia, 1997, 48 p. (ISBN 2-911188-54-3, lire en ligne)
- Philosophie pratique, textes choisis et trad. par René de Ceccatty, Paris, Payot-Rivages, 1998.
- Tout est rien : anthologie du "Zibaldone di pensieri"  (trad. de l'italien), Paris, Allia, 1998, 288 p. (ISBN 2-911188-84-5, lire en ligne)
- La Batrachomyomachie  (trad. du grec ancien), Paris, Allia, 1998, 80 p. (ISBN 2-911188-85-3, lire en ligne)
- Mémoires de ma vie, trad. et notes par Joël Gayraud, Paris, José Corti, 1999.
- Huit Petites Œuvres morales inédites  (trad. de l'italien), Paris, Allia, 1999, 112 p. (ISBN 2-84485-016-2, lire en ligne)
- Adieu ma chère pillule, Paris, Allia, 1999, 64 p. (ISBN 2-84485-017-0, lire en ligne)
- Keats et Leopardi. Quelques traductions nouvelles, par Yves Bonnefoy, Paris, Mercure de France, 2000.
- Tu ne sais pas que je suis un grand homme ?  (trad. de l'italien), Paris, Allia, 2002, 160 p. (ISBN 2-84485-086-3, lire en ligne)
- Zibaldone, trad. complète, prés. et notes par Bertrand Schefer, Paris, Allia, 2003.
- Correspondance générale, trad. par Monique Baccelli et introd. par Antonio Prete, Paris, Allia, 2007.
- Lettres en français, prés. et ann. par Michel Orcel, Paris, Arcades ambo éd., 2015.
- Discours sur l’état présent des mœurs des Italiens, trad. par Michel Orcel, présenté et annoté par M. Rigoni, 2e éd., édition revue et corrigée, version numérique, Arcades ambo, 2015 (cette édition se substitue à l'édition Allia, Paris, 1993, retirée du commerce pour illégalité).
- Discours sur l'état présent des mœurs en Italie, trad. de Yves Hersant, notes de M. Dondero, intro. de N. Bellucci, coll. « Bibliothèque italienne », Paris, Les Belles Lettres, 2003.
- Chansons / Canzoni, selon l'édition bolognaise de 1824 avec les observations de l'auteur, trad. CIRCE, sous la dir. de Jean-Charles Vegliante, édition bilingue, Paris, Le Lavoir Saint-Martin, 2014.
- Copernic (dialogue), trad. par Michel Orcel, Paris, Arcades ambo, 2015.
- Discours sur l'état présent des moeurs des Italiens, trad. de Michel Orcel, préface de Mario A. Rigoni, Arcades Ambo (éd. numérique), Nice, 2015.
- Histoire du Genre humain suivi d'autres œuvrettes morales, textes traduits par Emmanuel Tugny, Ouvrage bilingue, Toulouse, Gwen Catalá Éditeur  (ISBN 978-2-37641-009-6) 2016.
- L'Infini, préf. de Gérard Macé, édition de Pascale Roux. Rassemble les 36 traductions parues en français, de 1844 à 2018, du poème de Leopardi, Paris, Éditions La Pionnière, 2018.
- À cœur ouvert. Lettres sur le bonheur, trad. par Louise Boudonnat et prés. par Marco Federici Solari, Paris, Éditions L’Orma, 2020.
- Là son rassemblés mes souvenirs... (Esquisses autobiographiques), trad. et prés. par Michel Orcel, Arcades Ambo, Nice, 2023.
- Lettres en français, nvlle éd. présentée et annotée par Michel Orcel, Arcades Ambo, Nice, 2024.

#### Biographies
- (it) Rolando Damiani, Vita di Leopardi, Milan, Mondadori, 1992 trad. fr. Silvia, te souvient-il ? : vie de Giacomo Leopardi  (trad. de l'italien), Paris, Allia, 2012, 432 p. (ISBN 978-2-84485-550-3)
- (it) Paolo Abbate, La Vita Erotica di Léopardi, Luglio, c.i. Edizioni, 2000.
- (fr) Pietro Citati, Leopardi, trad. de l’italien par Brigitte Pérol, Paris, L’Arpenteur/ Gallimard, 2014.
- (it) Antonio Napolitano, G. Leopardi. Un taccuino napoletano, Naples, Ist. Culturale del Mezzogiorno, 2007,  (ISBN 8-8901-4271-5).

#### Critiques
- (fr) Alphonse Aulard, Essai sur les idées philosophiques et l'inspiration poétique de Leopardi, 1877, rééd. Editions Coda 2013.
- (fr) Philippe Audegean, Leopardi, Les Petites Œuvres morales, Paris, PUF, 2012, 176 p. (ISBN 978-2-13-058392-9).
- (fr) Paul Hazard, Giacomo Leopardi, Bloud & Cie, Paris, 1913 ;
- (fr) Valery Larbaud, 
  - Jaune bleu blanc, Gallimard, Paris, 1927
  - Sous l'invocation de saint Jérôme, Gallimard, Paris, 1946
- (it) Giuseppe Ungaretti, Innocence et mémoire, trad. par Philippe Jaccottet, Paris, 1969 ;
- (it) Prete (A.), Il pensiero poetante, Milan, 1980 ;
- Frédéric Nietzsche, Intorno a Leopardi, Ed. Il melangolo, Gênes, 1992 ;
- (fr) Michel Orcel, 
  - "Le son de l'infini" et "Foscolo, Leopardi et la traduction de l'antique" in Langue mortelle, Paris, 1987
  - Trois guerriers plus un, Cognac, 1993
  - "Leopardi et le jardin du mal" in Italie obscure, Paris, 2001
  - Leopardi (poésie, pensée, psyché), Arcades Ambo, Nice, 2023.
- (fr) Sainte-Beuve Portrait de Leopardi, Paris, Allia, 1994 ;
- (it) Rigoni, M. A.), Il pensiero di Leopardi, Milan, 1997 ;
- (it) Baldacci (L.), Il male nell'ordine, Milan, 1997 ;
- (it) Franco Ferrucci, Il formidabile deserto: Lettura di Giacomo Leopardi, 1998 ;
- (fr) Yves Bonnefoy, L'enseignement et l'exemple de Leopardi, William Blake & co. Edit, Bordeaux, 2001 ;
- René de Ceccatty, Noir Souci, Flammarion, 2011 ;
- (it) Toni Negri, Lent genêt : Essai sur l'ontologie de Giacomo Leopardi, trad. par Nathalie Gailius et Giorgio Passerone, Editions Kimé, 2010.
- (it) RISL (Rivista Internazionale di Studi Leopardiani), Conférences des lauréats du Prix Leopardi : V. Consolo, G. Lonardi, J.Ch. Vegliante - no 6, 2010.
- (it) Riccardo Pineri, Leopardi et le retrait de la voix, Éditions Vrin, 1993
- (it) Raffaele Gaetano, Giacomo Leopardi e il sublime. Archeologia e percorsi di una idea estetica, Rubbettino 2002  (ISBN 978-88-49803-26-6).
- (it) Adriano Tilgher, La Philosophie de Leopardi, préf. Stefano Biancu, trad. fr. Arnaud Clément, Éditions Conférence, coll. Lettres d'Italie, 262 p., 10 mai 2016  (ISBN 2912771854) ; rééd. Pocket, coll. Agora, 2020  (ISBN 978-2266309851)

### Cinéma
- Leopardi : Il giovane favoloso, film de Mario Martone sorti en 2014

### Théâtre
- Camille Bainville, Le Dernier Jour de Léopardi, drame en 1 acte, impr. Chaix, Paris, 1894